# Никитинка (Орловская область)
Никитинка — деревня в Ливенском районе Орловской области России.
Входит в Навесненское сельское поселение в рамках организации местного самоуправления и в Навесненский сельсовет в рамках административно-территориального устройства..

## География
Деревня находится восточнее административного центра поселения — села Навесное, с которым соединена просёлочной дорогой. Расположена на левом берегу реки Олым.

## Население
| 2010 |
| ---- |
| 11   |